# Anisy
Anisy és un municipi francès situat al departament de Calvados i a la regió de Normandia. L'any 2007 tenia 665 habitants.

## Demografia

### Població
El 2007 la població de fet d'Anisy era de 665 persones. Hi havia 236 famílies de les quals 28 eren unipersonals (16 homes vivint sols i 12 dones vivint soles), 76 parelles sense fills, 120 parelles amb fills i 12 famílies monoparentals amb fills.
La població ha evolucionat segons el següent gràfic:
Habitants censats

### Habitatges
El 2007 hi havia 249 habitatges, 237 eren l'habitatge principal de la família, 7 eren segones residències i 5 estaven desocupats. 246 eren cases i 2 eren apartaments. Dels 237 habitatges principals, 216 estaven ocupats pels seus propietaris, 20 estaven llogats i ocupats pels llogaters i 1 estava cedit a títol gratuït; 2 tenien una cambra, 2 en tenien dues, 9 en tenien tres, 28 en tenien quatre i 195 en tenien cinc o més. 200 habitatges disposaven pel capbaix d'una plaça de pàrquing. A 58 habitatges hi havia un automòbil i a 166 n'hi havia dos o més.

### Piràmide de població
La piràmide de població per edats i sexe el 2009 era:
| Homes | Edats   | Dones |
| ----- | ------- | ----- |
| 0     | 95 o +  | 0     |
| 4     | 90 a 94 | 0     |
| 0     | 85 a 89 | 8     |
| 0     | 80 a 84 | 0     |
| 0     | 75 a 79 | 0     |
| 4     | 70 a 74 | 4     |
| 16    | 65 a 69 | 16    |
| 8     | 60 a 64 | 12    |
| 16    | 55 a 59 | 16    |
| 36    | 50 a 54 | 24    |
| 20    | 45 a 49 | 32    |
| 48    | 40 a 44 | 48    |
| 16    | 35 a 39 | 16    |
| 24    | 30 a 34 | 12    |
| 28    | 25 a 29 | 4     |
| 24    | 20 a 24 | 24    |
| 24    | 15 a 19 | 24    |
| 24    | 10 a 14 | 28    |
| 12    | 5 a 9   | 12    |
| 20    | 0 a 4   | 12    |

## Economia
El 2007 la població en edat de treballar era de 463 persones, 349 eren actives i 114 eren inactives. De les 349 persones actives 333 estaven ocupades (171 homes i 162 dones) i 16 estaven aturades (9 homes i 7 dones). De les 114 persones inactives 38 estaven jubilades, 63 estaven estudiant i 13 estaven classificades com a «altres inactius».

### Ingressos
El 2009 a Anisy hi havia 249 unitats fiscals que integraven 709 persones, la mediana anual d'ingressos fiscals per persona era de 27.094 €.

### Activitats econòmiques
Dels 26 establiments que hi havia el 2007, 8 eren d'empreses de construcció, 6 d'empreses de comerç i reparació d'automòbils, 3 d'empreses financeres, 2 d'empreses immobiliàries, 4 d'empreses de serveis, 2 d'entitats de l'administració pública i 1 d'una empresa classificada com a «altres activitats de serveis».
Dels 9 establiments de servei als particulars que hi havia el 2009, 1 era un taller de reparació d'automòbils i de material agrícola, 2 guixaires pintors, 1 lampisteria, 2 electricistes, 2 empreses de construcció i 1 agència immobiliària.
L'any 2000 a Anisy hi havia 6 explotacions agrícoles.

## Equipaments sanitaris i escolars
El 2009 hi havia una escola elemental integrada dins d'un grup escolar amb les comunes properes formant una escola dispersa.

## Poblacions més properes
El següent diagrama mostra les poblacions més properes.